# Collectio Wirceburgensis
Die Collectio Wirceburgensis (auch Sammlung der Handschrift von Würzburg), entstanden wahrscheinlich im 6. Jahrhundert, ist eine Kanones-Sammlung in lateinischer Sprache. Sie enthält sowohl Synodalkanones als auch Briefe mehrerer Päpste. Gemeinsam mit der Collectio Frisingensis I ist die Wirceburgensis der wichtigste Textzeuge für die Rekonstruktion des (verlorenen) Corpus canonum Africano-Romanum, das seinerseits als älteste bedeutende kanonische Sammlung der Westkirche gilt, deren Inhalt sich mit einiger Sicherheit rekonstruieren lässt.